# Der Patriot (Film)
Der Patriot (Originaltitel The Patriot) ist ein US-amerikanisch-deutscher Historien- und Kriegsfilm von Roland Emmerich aus dem Jahr 2000 mit Mel Gibson in der Hauptrolle.
Die deutsche Free-TV-Premiere fand am 6. April 2003 auf ProSieben statt.

## Handlung
Der seit drei Jahren verwitwete Benjamin Martin lebt 1776, im zweiten Jahr des Amerikanischen Unabhängigkeitskriegs, mit seinen sieben Kindern auf einer kleinen Plantage in South Carolina. Er versucht, seine Familie bestmöglich zu versorgen und seine Vergangenheit als grausamer Held des Franzosen- und Indianerkriegs zu vergessen. In Charleston findet eine Abstimmung statt, ob sich South Carolina als neunter Staat der Dreizehn Kolonien an der Unterstützung der Kontinentalarmee beteiligt. Benjamin Martin plädiert als Familienvater mit „Nein“, die Abstimmung endet allerdings mit 28:12 für die Mobilmachung. Sein ältester Sohn Gabriel schließt sich ohne väterliche Erlaubnis der Kontinentalarmee an.
Zwei Jahre später finden Gefechte nahe der Plantage statt. Gabriel hat eine Depesche nach Hillsborough zu überbringen und sucht verletzt sein Zuhause auf. Martin lässt zudem Verwundete beider Lager versorgen. Britische Infanterie und Kavallerie inspizieren die Farm und finden die Depesche. Der grausame Oberst der „Grünen Dragoner“, William Tavington, befiehlt dem Leutnant der Infanterie, Gabriel als Spion öffentlich in Camden zu hängen, die verletzten Briten ins Lazarett nach Winnsboro zu bringen, die verwundeten gegnerischen Soldaten zu erschießen, die Farm anzuzünden (weil Martin „dem Feind Unterschlupf gewährte“), das Vieh bis auf die Pferde zu töten. Martins zweitältester Sohn Thomas wird von Tavington erschossen, als er durch Anrempeln von Soldaten Gabriel zur Flucht verhelfen will. Martin bereitet in aller Eile mit seinen beiden nächstjüngeren, noch kindlichen Söhnen der sich nach Camden bewegenden Gruppe einen Hinterhalt und befreit Gabriel.
Martin bringt die verbliebenen Kinder zur Plantage von Charlotte Selton, der Schwester seiner verstorbenen Frau. Vater und Sohn rekrutieren gemeinsam Milizionäre. Martin versucht im Gegensatz zu George Washingtons Kontinentalarmee nicht, die britische Taktik der Kabinettskriege zu kopieren, sondern führt einen Guerillakrieg gegen die Kolonialmacht, bei dem er bevorzugt das Feuer auf Offiziere eröffnen lässt. Martin gießt aus den Zinnsoldaten seines getöteten Sohnes Thomas Musketenkugeln, um damit Briten zu töten. Er erhält tatkräftige Unterstützung durch Jean Villeneuve, einem Offizier aus dem französischen Hilfskorps des Marquis de La Fayette, dessen Familie von den Briten während einer Seeschlacht getötet worden ist.
Tavington erfährt von einem Loyalisten die Identität des Milizführers und vom vermuteten Versteck der Kinder. Er brennt Charlottes Plantage nieder. Sie und die Kinder werden jedoch rechtzeitig von Martin und Gabriel gerettet. Sie fliehen in ein Lager an der Küste, dort heiratet Gabriel. Tavington gelangt an eine Liste mit den Namen von Martins Männern, beginnt, deren Anwesen niederzubrennen und tötet dabei auch Angehörige. Martin stellt die Milizionäre daraufhin für eine Woche frei, um ihre Familien zu schützen. Als Tavington Gabriels Frau, deren Familie und alle Dorfbewohner in der Kirche einschließt und verbrennt, nimmt Martins Sohn rasend vor Wut die Verfolgung auf. Im Kampf mit den Briten gelingt es ihm, Tavington eine Schussverletzung zuzufügen. Tavington täuscht seinen Tod vor und ersticht Gabriel, nachdem sich dieser ihm genähert hat. Martin findet seinen sterbenden Sohn, der mit ihm seinen Frieden wegen der Schuld am Tod seines Bruders Thomas schließt.
In einer dramatischen Schlacht zwischen den Briten und den Amerikanern können Martins Milizionäre Tavington und seine Soldaten in eine Falle locken. Martin scheint im Kampf mit Tavington zu unterliegen. Doch als Tavington zum tödlichen Schlag ausholt, gelingt es Martin, auszuweichen und Tavington mit einem Bajonett zu töten. Die Schlacht ist gewonnen.
Kurz darauf verschanzt sich der britische General Cornwallis mit seinen verbliebenen Truppen bei Yorktown, wo er von den Amerikanern und den Franzosen eingekesselt wird. Schweren Herzens entscheidet er sich für die Kapitulation, womit der Amerikanische Unabhängigkeitskrieg beendet ist. Martins Miliz wird aufgelöst; er kehrt zur Familie zurück, baut mit Hilfe der ehemaligen Milizionäre sein zerstörtes Haus wieder auf und heiratet Charlotte.

## Kritik

### Geschichtswissenschaftliche Kritik
Der Historiker und Kulturanthropologe Michael Hochgeschwender setzt sich im Rahmen seines Buches Die Amerikanische Revolution: Geburt einer Nation 1763–1815 mit der populärkulturellen Rezeption der amerikanischen Revolution auseinander und nimmt dabei in mehreren Passagen Bezug zum Film Der Patriot. Hochgeschwender kritisiert dabei vor allem den unreflektierten Umgang mit dem Mythos der Revolution und der Gründung der USA, die einseitige Darstellung der Konfliktparteien und die verfälschte Porträtierung des Engagements der Sklaven für die Revolution. Andere Aspekte der Revolution wie die Kriegsteilnahme von Indianerstämmen auf beiden Seiten, die Kampfteilnahme von französischen Landtruppen aufseiten der Revolutionäre und die Verwendung von Kampfeinheiten aus dem deutschsprachigen Raum werden im Film nicht thematisiert.
Die Rolle des Benjamin Martin ist dem Anführer der Whig-Milizen Francis Marion nachempfunden, während für die Rolle seines britischen Kontrahenten Colonel William Tavington der Anführer der British Legion Sir Banastre Tarleton als Vorbild diente. Auch soll Daniel Morgan mit seinen Taten als Quelle für den fiktiven Charakter Benjamin Martin gedient haben.
Für Hochgeschwender sind die Tory-Loyalisten und insbesondere die Figur des nachempfundenen Banastre Tarleton mit seiner British Legion im Film nach Mustern von nationalsozialistischen Einsatzkommandos und SS-Männern aus dem Zweiten Weltkrieg dargestellt. Gewalt gegen Zivilisten und Massaker fanden sowohl bei den Whig-Milizen als auch bei den Tory-Milizen statt.
Hochgeschwender fasst die Darstellung des historischen Kontextes und seiner Akteure folgendermaßen kritisch zusammen:
„Während sich der Film in Detailfragen um Authentizität bemüht, sind seine politischen Generalisierungen mehr dem Gründungsmythos der USA als der historischen Realität geschuldet. Die Brutalität der Whig-Milizen und ihr durchaus interessengeleiteter Kampf werden nicht berücksichtigt, die Motivation der Tories bleibt undeutlich, das Freiheitspathos bezieht sich auf einen transhistorischen, inadäquaten Freiheitsbegriff, die Briten werden einseitig als übermäßig brutal dargestellt, der Vernichtungskrieg der Siedler gegen die Indianer wird nicht thematisiert. Vollkommen unrealistisch ist die Darstellung des schwarzen Sklaven Occam, der sich als Milizionär im Dienste der Revolution seine Freiheit erkämpft. […] [Es wird dabei vergessen zu erwähnen], dass die Mehrheit der Schwarzen im Süden für die Briten kämpfte, dass freie und versklavte Schwarze ganz überwiegend in nordstaatlichen und dort in segregierten Regimentern eingesetzt wurden, und schließlich, dass viele schwarze Sklaven, die für die Revolution kämpften, am Ende gerade nicht ihre Freiheit geschenkt bekamen.“
Insbesondere im Süden der amerikanischen Kolonien waren schwarze Sklaven Grundlage der Wirtschaft, vor allem in der Landwirtschaft wie dem Tabakanbau – sowohl George Washington als auch Francis Marion besaßen Sklaven.
Schlussendlich kommt Hochgeschwender zu folgendem Urteil über den Film:
„[…] ‘The Patriot’, [ist] ein Film, dessen unkritischer, anachronistischer Patriotismus bestens zum amerikanischen nationalen Triumphalismus zwischen dem Sieg über die Sowjetunion im Kalten Krieg und den islamistischen Attentaten vom 11. September 2001 passt.“

### Filmkritik
Der Spiegel schreibt in einer Kritik:
„Benjamin Martin ist dem Revolutionshelden Francis Marion nachempfunden, dem ‘Swamp Fox’, der den Krieg von der offenen Feldschlacht in die unwegsamen Sümpfe South Carolinas verlagerte und die bornierte britische Generalität mit dieser unsportlichen Art der Kriegführung in arge Verlegenheit brachte. Emmerich nutzt die veränderte Topografie allein, um den besinnungslosen Nationalismus der Geschichte mit einer schwülstigen Lederstrumpfromantik zu überziehen. Weil sich der Film ansonsten mit geschichtlichen Details zurückhalte, werde er als Kriegsfilm noch exemplarischer, vermerkt Emmerich zu seinem Werk. Ein löbliches Ziel. Aber mit diesem stillosen Kitsch hat er das Gegenteil erreicht.“
Das Time Magazin zählte den Film 2011 zu den zehn historisch irreführendsten Filmen.

## Sonstiges
Ursprünglich war Kevin Spacey für die Rolle des Colonel Tavington vorgesehen und nicht der damals beim Publikum weniger bekannte Jason Isaacs. Doch da Mel Gibson für seine Rolle 25 Millionen US-Dollar verlangte, war nicht mehr genug Geld verfügbar, um den Oscar-Preisträger Spacey engagieren zu können.
Das Drehbuch schrieb dem Hauptdarsteller zunächst sechs Kinder zu, wie Mel Gibson im richtigen Leben hatte. Als Gibson kurz vor Drehstart 1999 ein weiteres Kind bekam, wurde kurzfristig ein siebtes Kind ins Drehbuch geschrieben. Es wird von Logan Lerman verkörpert, der damit sein Filmdebüt gab.
Für die Filmmusik wollte Roland Emmerich von Anfang an den amerikanischen Komponisten John Williams aufgrund seiner bisherigen Arbeiten bei Steven Spielberg verpflichten. Da Emmerich aber mit keiner Zusage rechnete, beauftragte er zuerst den Komponisten David Arnold; erst später sagte Williams zu.
Bei einem Filmbudget von 110 Millionen US-Dollar wurden in den Vereinigten Staaten 113 Millionen US-Dollar und weltweit insgesamt 215 Millionen US-Dollar eingespielt.

## Synchronisation
Die deutschsprachige Synchronisation entstand durch die R.C. Production Rasema Cibic nach einem Dialogbuch von Tobias Meister, der auch die Dialogregie übernahm.
| - Benjamin Martin: Elmar Wepper - Gabriel Edward Martin: Simon Jäger - Charlotte Selton: Bettina Weiß - Col. William Tavington: Hubertus Bengsch - Harry Burwell: Joachim Tennstedt - Jean Villeneuve: Bernd Rumpf - Rev. Oliver: Klaus Jepsen - Anne Howard: Manja Doering - Dan Scott: Nicolas Böll | - Gen. Lord Charles Cornwallis: Jochen Schröder - Capt. Wilkins: Thomas Petruo - John Billings: Wolfgang Kühne - britischer Lieutenant: Tobias Kluckert - Capt. Bordon: Hans-Jürgen Dittberner - Charles O’Hara: Tobias Meister - Gen. Nathanael Greene: Klaus-Dieter Klebsch - Occam: Raimund Krone - Peter Howard: Bert Franzke |

## Auszeichnungen
- 2001 Oscarnominierungen in den Kategorien Beste Kamera, Bester Ton und Beste Filmmusik
- American Society of Cinematographers Award für Caleb Deschanel